# يوهانا بيترز
يوهانا بيترز (بالإنجليزية: Johanna Peters)‏ هي مغنية ومغنية أوبرا بريطانية، ولدت في 3 يناير 1932، وتوفيت في 27 مايو 2000.

## وصلات خارجية
- يوهانا بيترز على موقع ميوزك برينز (الإنجليزية)
- يوهانا بيترز على موقع أول ميوزيك (الإنجليزية)
- يوهانا بيترز على موقع ديسكوغز (الإنجليزية)